# Triestina Hockey 1972
Questa voce raccoglie le informazioni riguardanti l'Unione Sportiva Triestina Hockey nelle competizioni ufficiali della stagione 1972.

## Maglie e sponsor
| 1ª divisa |